# Paris (Idaho)
Paris és una població dels Estats Units a l'estat d'Idaho. Segons el cens del 2000 tenia 576 habitants.

## Demografia
Segons el cens del 2000, Paris tenia 576 habitants, 218 habitatges, i 168 famílies. La densitat de població era de 63,7 habitants/km².
Dels 218 habitatges en un 37,6% hi vivien nens de menys de 18 anys, en un 71,1% hi vivien parelles casades, en un 4,6% dones solteres, i en un 22,5% no eren unitats familiars. En el 22% dels habitatges hi vivien persones soles el 12,8% de les quals corresponia a persones de 65 anys o més que vivien soles. El nombre mitjà de persones vivint en cada habitatge era de 2,64 i el nombre mitjà de persones que vivien en cada família era de 3,09.
Per edats la població es repartia de la següent manera: un 30,7% tenia menys de 18 anys, un 7,6% entre 18 i 24, un 21% entre 25 i 44, un 24,5% de 45 a 60 i un 16,1% 65 anys o més.
L'edat mediana era de 38 anys. Per cada 100 dones de 18 o més anys hi havia 95,6 homes.
La renda mediana per habitatge era de 40.341 $ i la renda mediana per família de 45.000 $. Els homes tenien una renda mediana de 32.500 $ mentre que les dones 20.313 $. La renda per capita de la població era de 15.725 $. Aproximadament el 3,8% de les famílies i el 6,2% de la població estaven per davall del llindar de pobresa.

## Poblacions més properes
El següent diagrama mostra les poblacions més properes.